# Ключ Стиллсона
Ключ Стиллсона — ключ, предназначенный для удобного и прочного захвата, установки и вращения различных труб и фитингов.

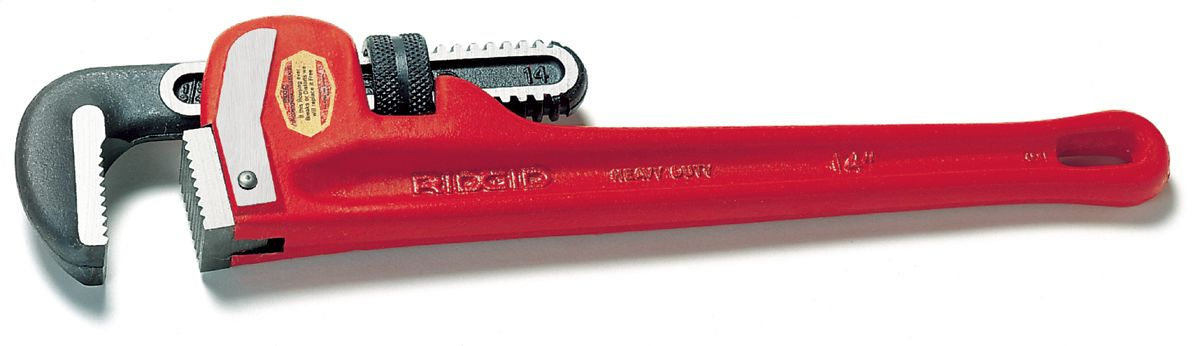
Ключ Стиллсона

## Устройство
Ключ состоит из единой рукоятки и верхней подвижной губки. Длина раскрытия ключа регулируется специальной гайкой. Верхняя и нижняя губки оснащены закалёнными зубцами, вгрызающимися в более мягкий металл, обеспечивая прочный захват круглой трубы.

## Размер
Ключи Стиллсона имеют разную длину рукояти и раскрытие губок. Чем больше длина, на которую разжимается губка, тем больше размер рукоятки самого ключа.

## История
Ключ был создан американским изобретателем Дэниелом Стиллсоном. 12 октября 1869 года Стиллсону был выдан патент на ключ.